# Margherita Dalmet
Giovanna Margherita Dalmet (o Dalmaz; Costantinopoli, 1739 – Venezia, 11 gennaio 1817) è stata la seconda moglie del doge veneziano Paolo Renier.

## Biografia
Le notizie sul suo conto riguardano esclusivamente il periodo successivo all'incontro col Renier, poiché di lei si occuparono, indirettamente, i biografi del doge.
Figlia di Giovanni Battista, speziale originario del Piemonte, conobbe il Renier mentre questi era bailo a Costantinopoli per conto della Repubblica di Venezia (1769-1773). Donna bellissima, allora era vedova di un tale Bassi e si disse che in precedenza fosse stata ballerina da corda e funambola. Naturalmente il matrimonio incontrò la disapprovazione dall'aristocrazia veneziana, tant'è vero che nel Libro d'Oro del patriziato il Renier risulta sposato solo una volta, con Giustina Donà, morta nel 1751.
L'ascesa al dogato non fu certamente favorita dal matrimonio. Secondo Giuseppe Gradenigo, segretario del Senato e nemico del Renier, quest'ultimo dovette sborsare una grossa parte delle ricchezze che aveva guadagnato a Costantinopoli per ottenere il consenso degli elettori.
Pompeo Gherardo Molmenti riporta un'altra versione dei fatti, sostenuta dai discendenti del Renier ma non confermata dalla documentazione. Il futuro doge avrebbe conosciuto la Dalmet ancora bambina a Costantinopoli e l'avrebbe condotta a Venezia per educarla. L'avrebbe sposata anni dopo quando, durante una visita, Margherita gli avrebbe confessato il suo amore.
In ogni caso, anche la Dalmet, come altre consorti di dogi, influenzò le scelte del marito e, sebbene questi fosse solito accompagnarsi pubblicamente con la nipote Giustina Renier Michiel, fu comunque chiamata da tutti "dogaressa". È citata nel testamento del Renier come "nobile signora Margherita Dalmet, di qualità cristiane e oneste" e le furono lasciati 4000 ducati, nonché argenterie, gioielli, abiti e arredi, in parte derivanti dalla sua dote; si aggiungevano anche 2000 ducati annui di vitalizio provenienti dalle rendite di proprietà immobiliari a Venezia e in terraferma.
I beni ricevuti dal marito furono amministrati con accortezza, infatti quando fu lei a stilare il testamento aveva abbastanza sostanze per predisporre numerose opere di carità e di devozione. Nello stesso documento dimostra affetto per la famiglia Renier, mentre non accenna a Giustina con cui di certo ebbe degli attriti.
Qualcuno ha identificato con lei la moglie del doge che Goethe descrisse nel 1786 mentre era impegnata davanti ai giudici in una causa giudiziaria. Altri propendono per sua nuora Cecilia Manin, la cui famiglia aveva in effetti una vertenza aperta con i Semitecolo attorno a un fedecommesso.
Il 22 giugno 1786, ignorando quanto previsto dall'etichetta, il doge scriveva di suo pugno una lettera a Girolamo Festari, medico ispettore alle fonti di Recoaro, per raccomandargli la consorte.
Rimasta vedova del Renier nel 1789, la Dalmet si risposò con Federico Bonlini, anch'egli di famiglia patrizia (pure questa unione fu omessa dal Libro d'Oro). Si disse che il nuovo marito fosse stato l'amante della Dalmet quando il doge era ancora vivo.
Per Emanuele Antonio Cicogna fu presente agli spettacoli organizzati nel 1807 in onore di Napoleone Bonaparte al teatro La Fenice. Nel 1816 fu madrina di battesimo del nipote Paolo Dolfin e per l'occasione regalò alla madre una crocetta di brillanti.
Morì nel 1817 nella sua casa di San Stae, al civico 1941 di Santa Croce. Per sua stessa disposizione sarebbe dovuta essere sepolta nella chiesa dei Tolentini, ma Andrea Da Mosto non ha trovato traccia della tomba.